# ジュメールィンカ
ジュメールィンカ（ウクライナ語: Жмеринка）はウクライナのヴィーンヌィツャ州ジュメールィンカ地区にある都市。都市の高さは海抜326mである。面積は18.26km²。人口は35,513人 (2022年1月1日)。
ジュメールィンカは18世紀に創建された。
市内ではジュメールィンカ駅がある。首都キエフまでの直線距離は231kmであるが、鉄道で268km、車道で303kmとなっている。州庁所在地までの直線距離は35km、鉄道で47km、車道で46kmとなっている。ジュメールィンカの日は、8月の第一の日曜日となっている。

## 概要

### 歴史
ジュメールィンカについての最初の記録は、18世紀に現れる。ジュメールィンカには鉄道ターミナル駅が置かれ、そのもとに発展を遂げ、早くもロシア帝国時代の1903年には市制が敷かれた。ロシア革命後は独立したウクライナ人民共和国領に入れられたが、最終的にはウクライナ社会主義ソヴィエト共和国領となった。ウクライナのソ連からの独立に伴い、独立ウクライナの都市となった。

### 産業
車輌修理、バター製造業、タバコ醗酵工場、毛皮産業が主要な産業となっている。

## 姉妹都市
- シャキ、アゼルバイジャン
- Skarżysko-Kamienna、ポーランド